# Haseldorfer Marsch
Haseldorfer march er den mindste del af de holstenske Elbmarskområder i det nordlige Tyskland. Det ligger nordøst for Elben mellem byen Wedel, Pinnau og gestranden mellem Uetersen og Holm. Den største by i området er Haseldorf; andre bebyggelser er Haselau og Hetlingen. På den modsatte (sydlige) side af Elben ligger byen Stade omkring 20 kilometer vest for Hamborg. Haseldorfer marsk er en del af distriktet Kreis Pinneberg i Slesvig-Holsten. I området lå også landsbyen Bishorst, der forsvandt i Elben. Ved overgangen til Seestermüher Marsch er den næstældste fungerende drejebro i Tyskland bygget i 1887. Indbyggerne i marts måtte håndtere storm oversvømmelser og oversvømmelser.[kilde mangler]

## Begivenheder
I natten den 28. december 1248 ødelagde den såkaldte Allerkindsinsflutte dele af det første digesystem. Store dele af området blev ødelagt.
Ved Hamburger Sturmflut den 16. og 17. februar 1962 blev marsken delvis oversvømmet. Områderne Hetlinger Schanze og Haseldorfer Vorland stod i op til 5,83 meter under vand. Der var dog ingen brudskader i Elb-digerne. Imidlertid viste en række dårligt udførte digeforhøjninger fra slutningen af 1950'erne sig mærkbart; Således faldt den nye digekrone ved Hetlingen simpelthen sammen. På grund af oversvømmelsen ved Pinnau-floden skete der yderligere oversvømmelse i det nærliggende Uetersen. I modsætning til i Hamburg var der ingen dødsfald, men der skete skader på bygninger og infrastruktur på samme måde som i Hamburg-Wilhelmsburg og Georgswerder.
Den 3. januar 1976 blev området igen hjemsøgt af en stormflod i løbet af Capella-orkanerne. Diget ved Hetlingen brød sammen ni steder, og hele marsken blev oversvømmet, hvilket resulterede i skader for millioner. Ved et stort held undgik man dødsfald. Hele 800 familier blev afskåret fra omverdenen. De fleste tab skete blandt husdyr og vilde dyr: 155 stykker kvæg, 610 grise, 280 får og 700 kyllinger blev dræbt. Af vilddyr døde ca. 700 hjorte, 3.000 fasaner og ca. 1.000 harer.
I juli 2002 oversvømmede syndflodsagtige regnvejr Haseldorfer marsk. Der faldt op til 125 liter vand pr. kvadratmeter om 24 timer. Ydermerere strømmede vand til fra gestranden ved Hestlingen. Gartnerier, huse og gader stod under vand. Over 300 brandmænd samt THW og DRK var i brug i dage.